# Labrang (klasztor)

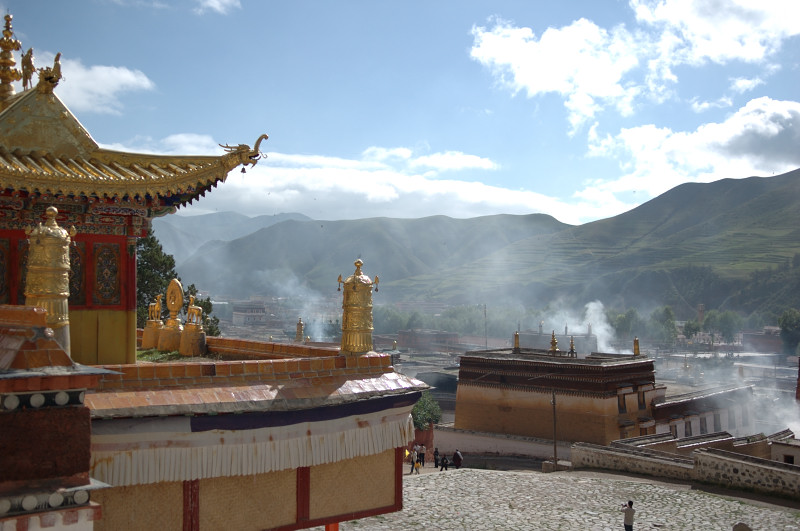
Klasztor Labrang

Labrang (tyb. བླ་བྲང་བཀྲ་ཤིས་འཁྱིལ་, Wylie: bla-brang bkra-shis-’khyil, ZWPY: Lazhang Zhaxiqi; chiń. 拉卜楞寺, Lābǔlèng Sì) – klasztor buddyjski w powiecie Xiahe, w południowej części prowincji Gansu, w regionie Amdo (północno-wschodnia część historycznego Tybetu). Klasztor należy do szkoły gelug.
W marcu i kwietniu 2008 mnisi z klasztoru uczestniczyli w protestach domagając się wolności dla Tybetu i powrotu Dalajlamy z wygnania.